# Station Meols
Meols is een spoorwegstation van National Rail in Meols, Wirral in Engeland. Het station is eigendom van Network Rail en wordt beheerd door Merseyrail. 